# Elsa Wertheim

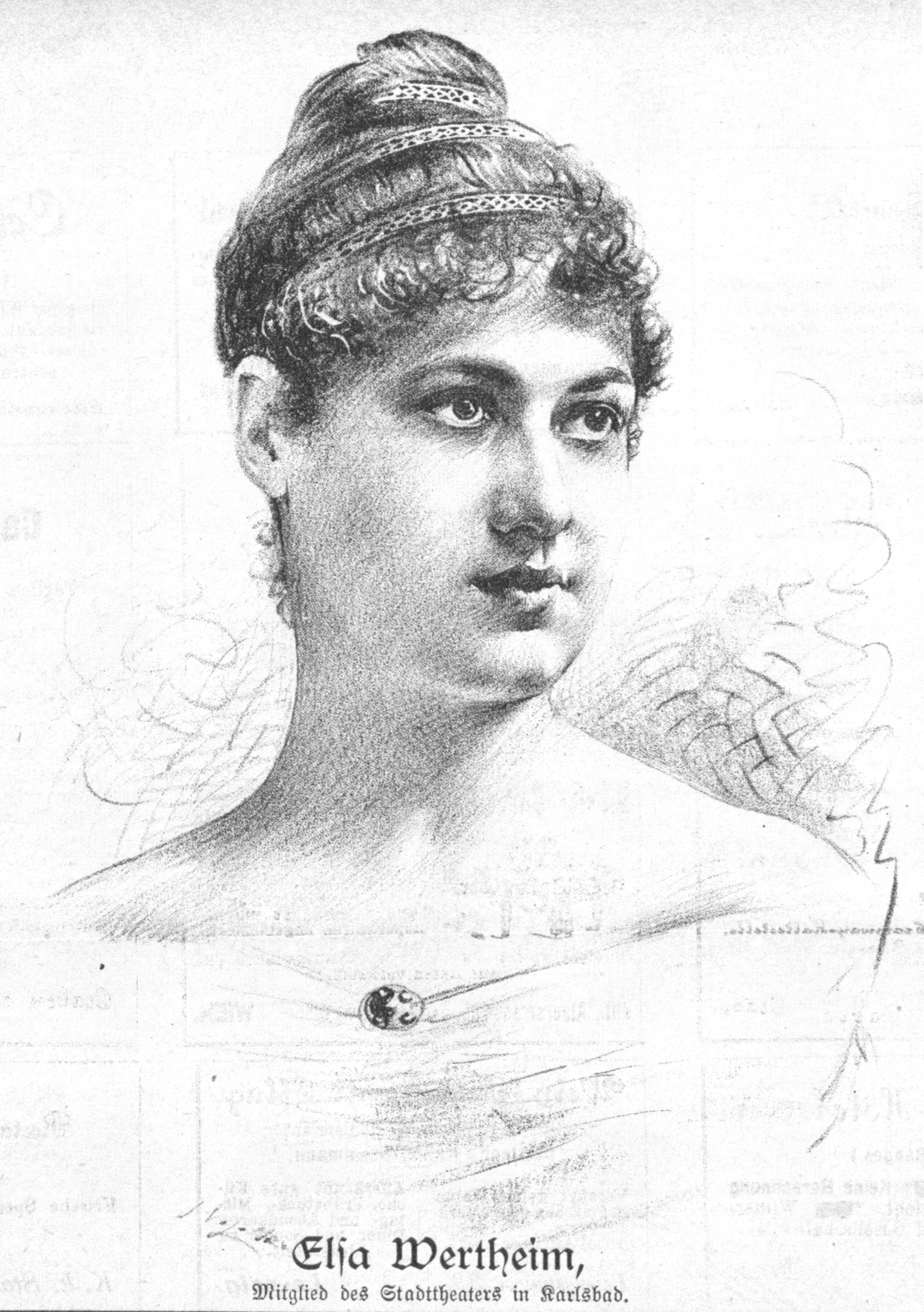
Elsa Wertheim im Jahre 1892

Elsa Wertheim (auch Else; eigentlich Elisabeth Anna Wertheim, verheiratete Elisabeth Slezak oder Elsa Slezak; 25. April 1874 in Wien – 27. Mai 1944 in Rottach-Egern) war eine österreichische Theaterschauspielerin.

## Leben
Elsa Wertheim begann ihre Bühnenlaufbahn 1891 am Theater Potsdam und trat 1893 in den Verband des „Neuen Theaters“ in Berlin, kam 1895 an das Stadttheater in Brünn und 1896 ans Raimundtheater in Wien, wo sie zwei Jahre blieb. 1898 folgte sie einem Ruf an das Breslauer Stadttheater. Dort blieb sie bis zu ihrem Rückzug von der Bühne am 9. Februar 1900; ihre letzte Rolle hatte sie in der Jungfrau von Orleans.
Sie galt allgemein im Fach der jugendlich-sentimentalen Liebhaberinnen, unterstützt durch eine sympathische Bühnenerscheinung, als eine äußerst begabte Darstellerin.
Am 15. Februar 1900 heiratete sie ihren Kollegen Leo Slezak. Ihre Kinder waren Margarete Slezak, Opernsängerin, und Walter Slezak, Schauspieler. Erika Slezak (* 1946), die Tochter Walter Slezaks, ist ebenfalls Schauspielerin.

## Sonstiges
Elsa Wertheims Schwester Margarethe Schlesinger (geborene Wertheim), war mit dem Wiener Juristen Ernst Schlesinger verheiratet. Ihr Gatte, der zumindest seit 1906 Leo Slezak juristisch vertrat, war ein Onkel des Filmregisseurs Fritz Lang, weshalb die Familie Slezak mit dem Wiener Filmpionier Lang verwandt war.